# Robbie Muirhead
Robbie Muirhead, né le 8 mars 1996 à Irvine, est un footballeur écossais qui évolue au poste d'attaquant au Livingston FC.

## Biographie
Le 13 juin 2016, il s'engage avec Hearts pour une saison. 

## Statistiques
| Saison                | Club                   | Championnat           | Championnat | Championnat | Coupe nationale | Coupe nationale | Coupe de la Ligue | Coupe de la Ligue | Total | Total |
| Saison                | Club                   | Division              | M.          | B.          | M.              | B.              | M.                | B.                | M.    | B.    |
| 2012-2013             | Kilmarnock FC          | Premiership           | 1           | 0           | 0               | 0               | 0                 | 0                 | 1     | 0     |
| 2013-2014             | Kilmarnock FC          | Premiership           | 21          | 2           | 0               | 0               | 0                 | 0                 | 21    | 2     |
| 2014-2015             | Kilmarnock FC          | Premiership           | 20          | 2           | 1               | 0               | 1                 | 0                 | 22    | 2     |
| Sous-total            | Sous-total             | Sous-total            | 42          | 4           | 1               | 0               | 1                 | 0                 | 44    | 4     |
| 2014-2015             | Dundee United          | Premiership           | 13          | 2           | 0               | 0               | 0                 | 0                 | 13    | 2     |
| 2015-2016             | Dundee United          | Premiership           | 3           | 0           | 0               | 0               | 0                 | 0                 | 3     | 0     |
| 2015-2016             | Partick Thistle (prêt) | Premiership           | 8           | 2           | 0               | 0               | 0                 | 0                 | 8     | 2     |
| Sous-total            | Sous-total             | Sous-total            | 24          | 4           | 0               | 0               | 0                 | 0                 | 24    | 4     |
| 2016-2017             | Hearts of Midlothian   | Premiership           | 0           | 0           | 0               | 0               | 0                 | 0                 | 0     | 0     |
| Sous-total            | Sous-total             | Sous-total            | 0           | 0           | 0               | 0               | 0                 | 0                 | 0     | 0     |
| Total sur la carrière | Total sur la carrière  | Total sur la carrière | 66          | 8           | 1               | 0               | 1                 | 0                 | 68    | 8     |

## Palmarès

### Distinctions personnelles
- Membre de l'équipe-type de Scottish Championship en 2025.